# Lijst van langste achternamen van Nederland
Hieronder volgt een lijst met de dertig langste achternamen van Nederland in 2007.
|    | Naam                                                       | Aantal tekens | aantal tekens met spaties | Aantal naamdragers 2007 | Aantal kerndelen |
| -- | ---------------------------------------------------------- | ------------- | ------------------------- | ----------------------- | ---------------- |
| 1  | van den Heuvel tot Beichlingen, gezegd Bartolotti Rijnders | 51            | 58                        | minder dan 5            | vierdubbel       |
| 2  | de Vos van Steenwijk genaamd van Essen tot Windesheim      | 45            | 53                        | minder dan 5            | vierdubbel       |
| 3  | Thomassen à Thuessink van der Hoop van Slochteren          | 42            | 49                        | 6                       | vierdubbel       |
| 3  | von Muralt zich noemende en schrijvende de Muralt          | 42            | 49                        | 5                       | dubbel           |
| 5  | Gmelig zich noemende en schrijvende Meijling               | 39            | 44                        | 9                       | dubbel           |
| 5  | Roos, zich noemende en schrijvende Lindgreen               | 39            | 44                        | minder dan 5            | dubbel           |
| 7  | Gmelig zich noemende en schrijvende Meyling                | 38            | 43                        | niet vermeld            | dubbel           |
| 7  | Roos zich noemende en schrijvende Lindgreen                | 38            | 43                        | 10                      | dubbel           |
| 9  | Lim,zich noemende en schrijvende Theuvenet                 | 38            | 42                        | minder dan 5            | dubbel           |
| 9  | van Oldenbarneveld, genaamd Witte Tullingh                 | 38            | 42                        | 7                       | driedubbel       |
| 11 | van Oldenbarneveld genaamd Witte Tullingh                  | 37            | 41                        | 29                      | driedubbel       |
| 12 | van der Willige von Schmidt auf Altenstadt                 | 36            | 42                        | 11                      | driedubbel       |
| 13 | Hoette zich noemende en schrijvende Hötte                  | 36            | 41                        | minder dan 5            | dubbel           |
| 14 | van Lippe-Biesterfeld van Vollenhoven                      | 34            | 37                        | minder dan 5            | driedubbel       |
| 15 | van Brakell van Wadenoyen en Doorwerth                     | 33            | 38                        | minder dan 5            | driedubbel       |
| 15 | Binkhorst van Oudcarspel en in Koedijk                     | 33            | 38                        | minder dan 5            | driedubbel       |
| 15 | van Hövell tot Westervlier en Wezeveld                     | 33            | 38                        | 32                      | driedubbel       |
| 15 | van Hövell van Wezeveld en Westerflier                     | 33            | 38                        | 42                      | driedubbel       |
| 15 | Schaper der Alderwereldt van Sint John                     | 33            | 38                        | 13                      | driedubbel       |
| 20 | thoe Schwartzenberg en Hohenlansberg                       | 33            | 36                        | 22                      | dubbel           |
| 21 | van ’t Oosten, zich noemende Heijkoop                      | 32            | 37                        | 6                       | dubbel           |
| 22 | Oetgens van Waveren Pancras Clifford                       | 32            | 36                        | 44                      | vierdubbel       |
| 23 | Ebbelinghaus,ook wel genaamd Wirxel                        | 32            | 35                        | minder dan 5            | dubbel           |
| 24 | van der Borch tot Verwolde van Vorden                      | 31            | 37                        | minder dan 5            | driedubbel       |
| 25 | Feikes zich noemende Feikes de Groot                       | 31            | 36                        | 7                       | driedubbel       |
| 26 | Althanning ook genaamd Oude Hannink                        | 31            | 35                        | 14                      | dubbel           |
| 26 | Patimah ook genaamd Patimah Ningsih                        | 31            | 35                        | minder dan 5            | driedubbel       |
| 26 | Ebbelinghaus ook wel genaamd Wirxel                        | 31            | 35                        | 27                      | dubbel           |
| 26 | de Preud'homme d'Hailly de Nieuport                        | 31            | 35                        | 5                       | driedubbel       |
| 30 | van Oranje-Nassau, Van Vollenhoven                         | 31            | 34                        | minder dan 5            | dubbel           |